# 그레조
유한회사 그레조는 일본의 비디오 게임 개발사이다. 2006년 12월 설립됐으며 사명은 이탈리아말 "diamante grezzo"에서 따왔다. 2007년 4월, 스퀘어 에닉스에서 《성검전설》 시리즈 등을 기획한 이시이 코이치가 CEO 겸 사장으로 취임해 현재까지 임하고 있다.

## 개발 게임
| Release | Game                              | Publisher   | System                          | Notes                      |
| ------- | --------------------------------- | ----------- | ------------------------------- | -------------------------- |
| 2010    | 라인 어택 히어로즈                | 닌텐도      | Wii                             | 빈칸                       |
| 2011    | 젤다의 전설 시간의 오카리나 3D    | 닌텐도      | 닌텐도 3DS                      | 빈칸                       |
| 2011    | 젤다의 전설 4개의 검              | 닌텐도      | DSiWare                         | DSiWare 이식 담당          |
| 2013    | 스트리트패스 가든                 | 닌텐도      | 닌텐도 3DS                      | 빈칸                       |
| 2015    | 더 레전드 오브 레거시             | 후류        | 닌텐도 3DS                      | 게임 디자인 보조           |
| 2015    | 젤다의 전설 무쥬라의 가면 3D      | 닌텐도      | 닌텐도 3DS                      | 빈칸                       |
| 2015    | 젤다의 전설 트라이포스 삼총사     | 닌텐도      | 닌텐도 3DS                      | 닌텐도 EPD와 공동개발      |
| 2017    | 얼라이언스 얼라이브               | 후류        | 닌텐도 3DS                      | 게임 디자인 보조           |
| 2017    | 에버 오아시스                     | 닌텐도      | 닌텐도 3DS                      | 빈칸                       |
| 2018    | 루이지 맨션                       | 닌텐도      | 닌텐도 3DS                      | 빈칸                       |
| 2019    | 아크 오브 알케미스트              | 컴파일 하트 | 닌텐도 스위치, 플레이스테이션 4 | 코이즈키 쿄지가 디자인     |
| 2019    | 젤다의 전설 꿈꾸는 섬             | 닌텐도      | 닌텐도 스위치                   | 빈칸                       |
| 2019    | 얼라이언스 얼라이브 HD 리마스터드 | 후류        | 닌텐도 스위치, 플레이스테이션 4 | 게임 디자인 보조           |
| 2021    | 미토피아                          | 닌텐도      | 닌텐도 스위치                   | 리메이크 개발 및 기획 담당 |

## 참조

### 내용주
1. ↑  일본어: 株式会社グレッゾ, 영어: Grezzo Co, Ltd.